# ابوعمر بغدادی
ابوعمر بغدادی (کشته شده در ۱۸ آوریل ۲۰۱۰ در تکریت) جنگجوی جهادگرای سلفی، امیر دولت اسلامی عراق، رهبر شورای مجاهدین عراق و از رهبران بلندرتبهٔ القاعده عراق بود.
هویت واقعی البغدادی مورد تردید است. بر اساس روایتی که ارتش آمریکا نیز در برهه‌ای آن را پذیرفته بود البغدادی شخصیتی تخیلی بود که از سوی رهبران القاعده ساخته شده، روایتی دیگر وی را عبدالله راشد صالح البغدادی معرفی می‌کند و دولت آمریکا پس از قتل وی او را حامد داود محمد خلیل الزاوی معرفی کرد.
بغدادی در سال ۱۹۸۵ به یک جماعت سلفی عراق پیوست. در سال ۱۹۸۷ در حالی که تحت تعقیب حکومت بود، برای جنگ با نیروهای شوروی به افغانستان رفت. وی در سال ۱۹۹۱ به کشورش بازگشت و بنا به اخبار موثق اعدام شد. هیچ نشانی از زنده بودن وی وجود نداشت تا اینکه در جنگ فلوجه در سال ۲۰۰۴ علیه نیروهای آمریکایی جنگید و به‌سختی زخمی شد و سپس با تشکیل شورای مجاهدین عراق به رهبری این شورا و ریاست دولت اسلامی عراق (داعش) انتخاب شد. در پی انتخاب وی بخشی از اعضای این شورا، که شامل اتحادی از هواداران القاعده، گروه‌های سلفی دیگر و قبایل عرب سنی مخالف اشغال عراق می‌شد، در اعتراض به رهبری یک شخص گمنام از آن خارج شدند.
تعیین هویت واقعی البغدادی از زمان انتخاب به رهبری امارت اسلامی عراق معمایی برای مقامات عراقی و آمریکایی بوده است. از آن هنگام تاکنون (و حتی قبل از آن) البغدادی چندین بار به قتل رسیده یا دستگیر شد ولی هر بار مشخص می‌شد که مقتول شخص دیگری بوده است تا اینکه قتل او در سال ۲۰۱۰ با تأیید القاعده عراق قطعی شد.
ساختگی بودن شخصیت البغدادی در ژوئیه سال ۲۰۰۷ از سوی ارتش آمریکا اعلام شد. به‌گفتهٔ ارتش آمریکا البغدادی یک شخصیت ساختگی از سوی ابوحمزه المهاجر (رهبر القاعده عراق) است که نقش آن را یک بازیگر عراقی به نام ابوعبدالله النعما بازی می‌کند. اما پس از آن هم البغدادی به ارسال پیام‌های صوتی و تصویری خود ادامه داد. هر چند از نشان دادن تصویر خود امتناع می‌کرد.
غیرواقعی بودن شخصیت البغدادی در سال ۲۰۰۸ با به‌دست آمدن اطلاعاتی که نشان می‌داد وی یک افسر اخراجی ارتش عراق به نام حامد داود محمد خلیل الزاوی است به چالش کشیده شد. به گفته مقامات اطلاعاتی آمریکایی القاعده پس از افشای این که نقش البغدادی را یک بازیگر بازی می‌کرده است وی را با یک شخصیت واقعی جایگزین کرده است. او تحت حمایت لبنان بود تا در کشورهای اسلامی حاشیه درست کند اما چند سال بعد لبنان دیگر داعش را حمایت نکرد.